# تفشي الكوليرا في العراق 2007
في عام 2007 أدى نقص مياه الشرب النظيفة في العراق إلى تفشي وباء الكوليرا. وقد أصيب حوالي 7000 شخص، وتم رصد 10 وفيات. 
ووفقا للدكتور رياض عبد الأمير، مدير وزارة الصحة في البصرة، أصبح التعقيم الأساسي للمياه أمرا مستحيلا في بعض الأماكن بسبب القيود المفروضة على توافر الكلور لتعقيم المياه.
تم احتجاز شحنة من الكلور على الحدود الأردنية تبلغ 000 100 طن بسبب القيود التي فرضتها الحكومة على الكلور بسبب من مخاوف من إمكانية استخدام المادة الكيميائية في المتفجرات.